# Lophyroplectus nipponensis
Lophyroplectus nipponensis là một loài tò vò trong họ Ichneumonidae.